# Romualdas Vaitkus
Romualdas Vaitkus (* 22. April 1966 in Tauragė) ist ein litauischer liberaler Politiker, Seimas-Mitglied.

## Leben
Nach dem Abitur 1984 an der Mittelschule im Städtchen Gaurė der Rajongemeinde Tauragė absolvierte Romualdas Vaitkus von 1984 bis 1991 das Diplomstudium der Hydrotechnik an der Landwirtschaftsakademie Litauens in der zweitgrößten litauischen Stadt Kaunas und 2003 das Studium der Fotografie-Pädagogik an der Universität Šiauliai in Šiauliai.
Von 1991 bis 1995 war er Leiter der Naturabteilung am  Regionalmuseum Tauragė und von 1995 bis 1997  machte er ein Praktikum in den USA (er nahm am internationalen Austauschprogramm teil). 
Von 1998 bis 2010 war Leiter der Fotogalerie am  Kulturzentrum Tauragė, von 2010 bis 2015    Leiter der Abteilung Natur und Fotografie  am Regionalmuseum Tauragė und Von 2015 bis 2020 leitete er als Direktor  das „Santaka“-Regionalmuseum Tauragė.  Von November 2020 bis November 2024 war er Mitglied im Seimas, Mitglied des Umweltausschusses und der Fraktion der liberalen Partei LRLS. Seit Februar 2025 ist er Vizebürgermeister von Tauragė. 